# والتر بوید
والتر بوید (انگلیسی: Walter Boyd؛ زادهٔ ۱ ژانویهٔ ۱۹۷۲) یک بازیکن فوتبال اهل جامائیکا است.
وی همچنین در تیم ملی فوتبال جامائیکا بازی کرده‌است.